# Harkemase Boys
Voetbalvereniging Harkemase Boys é um clube holandês de futebol de Harkema, na Holanda. Foi fundado em 26 de junho de 1946 e disputa a Hoofdklasse, o quarteiro nível do futebol holandês. Manda seus jogos no estádio De Bosk, que tem capacidade para 5.500 espectadores.

## Elenco 2010/2011
Nota: Bandeiras indicam equipe nacional, conforme definido pelas regras de elegibilidade da FIFA. Os jogadores podem ter mais de uma nacionalidade não-FIFA.
| N.º |                 | Posição | Jogador                |
| --- | --------------- | ------- | ---------------------- |
|     | the Netherlands | GL      | Theo Timmermans        |
|     | the Netherlands | GL      | Johan Vonk             |
|     | the Netherlands | GL      | Jacob de Vries         |
|     | the Netherlands | DF      | Arjen Bergsma          |
|     | the Netherlands | DF      | Ale de Boer            |
|     | Haiti           | DF      | Lesly Fellinga         |
|     | the Netherlands | DF      | Ronald van der Heijden |
|     | the Netherlands | DF      | Erich Jongeling        |
|     | the Netherlands | DF      | Reinder Slager         |
|     | the Netherlands | MF      | Harvey Bischop         |
|     | the Netherlands | MF      | Mart Dijkstra          |

| N.º |                 | Posição | Jogador             |
| --- | --------------- | ------- | ------------------- |
|     | the Netherlands | MF      | Roel van der Meulen |
|     | the Netherlands | MF      | Oebele Schokker     |
|     | the Netherlands | MF      | Jordy van Wijk      |
|     | the Netherlands | MF      | Erdem Yeni          |
|     | the Netherlands | FW      | Tony Alberda        |
|     | the Netherlands | FW      | Martijn Barto       |
|     | the Netherlands | FW      | Jan Jonker          |
|     | the Netherlands | FW      | Dennis Krohne       |
|     | the Netherlands | FW      | Jorrit Schra        |
|     | Haiti           | FW      | Tim Velten          |
|     | the Netherlands | FW      | René van der Weij   |